# 나광훈
조너선 D. 무(1962년 3월 26일 ~ ), 또는 예명 나광훈은 대한민국에서 태어난 대만계 미국인 배우이다. 미국으로 귀화 전 한국명은 모용수이며, 예명인 나광훈은 2009년 드라마 《에덴의 동쪽》에서의 배역 이름에서 따온 것이다.

## 출연 작품

### 영화
- "황해" (2010) - 마작판 싸움남 2 역
- "도둑들" (2012) - 수사과장 약
- "신세계" (2013) - 양문석 역
- "권법형사: 차이나타운" (2015) - 손사장 역
- "치명도수: RESET" (2016) - 보안팀장 역
- "프리즌" (2017) - 장민기 역
- "강철비" (2017) - 중국대사 당홍차이 역
- "마약왕" (2018) - 서수곤 역
- "미션 파서블" (2021) - 중국 MSS 국장 역
- "서복" (2021) - 킴워커 역
- "압꾸정" (2022) - 왕회장 역